# Pfanne

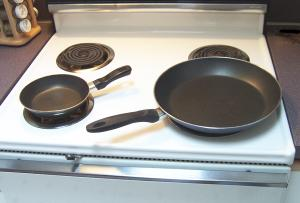
Einfache antihaftbeschichtete Aluminiumpfannen

Eine Pfanne oder Bratpfanne (über mittelhochdeutsch phanne von althochdeutsch phanna, das (wie mittelniederdeutsch panne) über volkslateinisch panna auf lateinisch patina „Schüssel, Pfanne“ und altgriechisch πατάνη patánē „Schüssel“ zurückgeht) ist ein metallenes Kochgefäß, das zum Braten verwendet wird. Im Vergleich zum Topf ist die Pfanne flacher. Eine Zwischenform stellt die Kasserolle dar. Durch die flachere Form ist es möglich, das Bratgut in einer Pfanne mit einem Pfannenwender zu wenden. Aufgrund der im Verhältnis zum Volumen größeren Oberfläche reduziert sich Flüssigkeit schneller als in einem Topf gleichen Volumens. Hohe Pfannen werden als Schmorpfannen bezeichnet. Pfannen mit einem Rillenprofil im Boden sind Grillpfannen. Man unterscheidet Pfannen anhand ihres Grundmaterials, ihrer Oberfläche und ihrer Form.
In der Schweiz werden sowohl im Dialekt als auch auf Hochdeutsch auch Kochtöpfe, insbesondere Kasserollen, als Pfannen bezeichnet. Ab einer gewissen Größe und bei Getöpferten aus Keramik spricht man aber auch in der Schweiz von einem Topf oder meist Kochtopf. Eine flache Pfanne im hier beschriebenen Sinn wird üblicherweise Bratpfanne genannt.

## Materialien

### Beschichtungen

Die sich wiederholende Einheit des Polymers PTFE, das zur Beschichtung von Pfannen verwendet wird

1. Thermoplastische Beschichtung Pfannen mit thermoplastischer Beschichtung, häufig Teflonpfannen genannt, bestehen meist aus Aluminium, können aber auch aus Edelstahl bestehen. Ihre Beschichtungen enthalten in der Regel Polytetrafluorethylen (PTFE, oftmals auch unter dem Handelsnamen Teflon bekannt), manchmal unter Zugabe des Hilfsstoffs PFOA, der bei einer Überhitzung der Pfanne ausdampfen kann und als krebserregend gilt. Die Beschichtungen werden unter einer Vielzahl von Markennamen angeboten. Die empfindliche Oberfläche nutzt sich bei Verwendung von Metallbesteck schneller ab und kann durch Erhitzen über 260 °C beschädigt werden. Bei noch höheren Temperaturen von etwa 300–450 °C kann die Beschichtung verbrennen und dadurch giftige Verbrennungsprodukte abgeben, die in seltenen Fällen das sogenannte Polymerfieber (auch Teflonfieber genannt) verursachen können.[3][4][5] Aluminiumpfannen mit Beschichtungsschäden (Ränder, Boden, aber auch Kratzer) sind nicht mehr spülmaschinenfest, weil das Metall von den aggressiveren Reinigungsmitteln angegriffen wird. Es bildet sich zwar eine schützende Oxidschicht, die zunächst nur optisch negativ auffällt. Kratzer können auf der Pfanneninnenseite jedoch Lochfraßkorrosion begünstigen. Ist eine Beschichtung bräunlich verfärbt, wurde die Pfanne überhitzt. Damit ist auch die haftvermeidende Eigenschaft nicht mehr gegeben und es lösen sich Partikel, die in die Lebensmittel übergehen. Dies stellt eine Gesundheitsgefahr dar.

Wegen ihrer Temperaturbeständigkeitsschwächen und ihrer ungenügenden Wärmespeicherfähigkeit eignen sich PTFE-beschichtete Alu-Pfannen nur eingeschränkt zum scharfen Anbraten, weil beim Beschicken mit dem Bratgut ein zu großer Temperaturabfall eintritt, der zu einem Austritt von Wasser führt, was die Temperatur durch die Verdunstung mindert, so dass keine Maillard-Reaktion erfolgen kann. Ein verbreiteter Irrtum ist, dass die Erfindung der Teflonbeschichtung ein Nebenprodukt der Raumfahrt sei. Stattdessen wurde Teflon zuerst bei der Anreicherung von Uran genutzt.
Auch wenn eine Pfanne mit thermoplastischer Beschichtung seitens Hersteller für die Reinigung in der Geschirrspülmaschine freigegeben isf, verschleißt die Beschichtung schneller. Ursache ist neben dem aggressiven Reinigungsmittel auch mechanische Reibung durch den Kontakt mt dem Korb oder andere Gegenstände in der Geschirrspülmaschine.
Kochgeschirr mit thermoplastischer Beschichtung hat prinzipiell eine begrenzte Lebensdauer, insbesondere beim Vergleich mit anderen Materialien wie Gusseisen, Edelstahl oder Eisen. Die Beschichtung verliert trotz schonender Pflege mit der Nutzung ihre Antihaftwirkung, welche als Verkaufsargument genutzt wird um Lebensmittel kalorienarm – also ohne zusätzliche Fette – zu garen. Lebensmittel haften so eher an und es wird dennoch entsprechendes Fett benutzt damit die Lebensmittel nicht haften.
Die thermoplastische Beschichtung kann durch spezialisierte Unternehmen abgetragen (Sandstrahlen) und neu aufgetragen werden. Dies rentiert sich in erster Linie nur bei hochwertigen Pfannen und dient auch der Nachhaltigkeit. Preiswerte Pfannen und Töpfe, auch namhafter Hersteller, sind dagegen nicht nachhaltig und durch regelmäßige Anschaffungen auf Dauer teurer als die Alternativen (siehe auch Wegwerfgesellschaft).

Die Oberfläche einer benutzten sowie beschädigten keramischen Antihaftbeschichtung im Rasterelektronenmikroskop

1. Emaille-BeschichtungDie Oberfläche einer benutzten sowie beschädigten keramischen Antihaftbeschichtung im Rasterelektronenmikroskop Eine Emaille-Beschichtung dient in erster Linie als Schutzüberzug. Sie verhindert Korrosion und die Reaktion des Speisegutes mit dem Grundmaterial der Pfanne. Emaille enthält wie die keramische Antihaftbeschichtung Silicium als einen Hauptbestandteil, jedoch in gänzlich anderer chemischer Zusammensetzung und nicht als Dünnschicht, sondern in Form eines glasartigen, glatten und porenlosen Überzugs. Dies ermöglicht eine leichte Reinigung. Das Bratverhalten einer Emaille-beschichteten Pfanne ähnelt der einer Edelstahlpfanne. Wichtig ist eine dunkle Innenfläche, durch sie wird die Hitze optimal übertragen.

Keramische Spritzschicht aus einem Aluminium-Titan-Mischoxid im Rasterelektronenmikroskop

2. Silargan-Pfannen Silargan ist eine keramische Beschichtung für Pfannen und Töpfe. Diese Art der Beschichtung basiert auf Siliciumdioxid, ihre Dicke bewegt sich im Mikrometerbereich (Dünnschicht).[7] Die Keramikschicht haftet am Stahl des Kochgeschirres, bilden selber für das Bratgut eine bedingt haftende Oberfläche. Keramische Beschichtungen können bis zu über 400 °C erhitzt werden, ohne dass die Beschichtung Schaden nimmt. Sie sind mechanischen Beschädigungen gegenüber resistenter, platzen bei Stößen und Verbeulungen eher ab. Silargan-Pfannen sind für fast alle Herdarten geeignet. Sie sind sowohl für scharfes Anbraten als auch für Schmoren geeignet.Keramische Spritzschicht aus einem Aluminium-Titan-Mischoxid im Rasterelektronenmikroskop Durch eine Überhitzung der Bratfette verlieren keramische Beschichtungen verhältnismäßig schnell ihre Antihafteigenschaften. Pfannenhersteller raten daher vom Gebrauch nicht hocherhitzbarer – meist kaltgepresster – Öle ab. Auf der glatten Oberfläche bildet sich eine kaum entfernbare, eingebrannte Fettschicht. Die Pfannen können weiterhin verwendet werden, allerdings mit abnehmendem Antihafteffekt. Vergleiche Bilder im folgenden Link: Kontaktwinkel.
3. Titan-Pfannen Wenn unter der Beschichtung eine keramische Spritzschicht aus einem Aluminium-Titan-Mischoxid (typisch sind Al2O3-TiO2 97/3 oder 87/13) aufgebracht wird, werden sie auch als Titan-Pfannen bezeichnet. Diese Zwischenschicht erhöht die Kratzfestigkeit. In der Abbildung rechts ist solch eine Pfanne im Rasterelektronenmikroskop zu erkennen. Die etwa 0,68 μm dicke Aluminium-Titan-Mischoxid-Schicht liegt auf dem Aluminiumkern des Kapselbodens auf. Der dunkle Bereich zwischen den beiden Schichten enthält lediglich mehr Titan als Aluminium.

### Aluminium
Aluminiumpfannen werden durch Tiefziehen aus Blechen, im Kokillenguss- oder im Squeeze-Casting-Verfahren hergestellt. Wegen der guten Wärmeleitfähigkeit von Aluminium ist kein mehrschichtiger Aufbau erforderlich. Sofern allerdings auch auf einem Induktionskochfeld gekocht werden soll, muss der Boden zusätzlich ferromagnetisch sein.

### Edelstahl
Pfannen aus Edelstahl (18/10) sind rostfrei. Es handelt sich um Legierungen aus Chrom und Nickel. Die Pfannen sind schwerer, speichern dadurch die Temperatur besser als dünne Aluminiumpfannen mit thermoplastischer Beschichtung.
Ohne Beschichtung sind Edelstahlpfannen robust und materialbedingt pflegeleicht, können prinzipiell in der Geschirrspülmaschine gereinigt werden. Unbeschichtete Edelstahlpfannen sind hoch erhitzbar für scharfes Anbraten und backofengeeignet für Temperaturen von teilweise über 300 Grad Celsius. Einzige Ausnahme bilden Pfannen mit Griff aus Kunststoff.
Unbeschichtete Edelstahlpfannen sind ein Zusammenspiel aus Langlebigkeit, Hitzebeständigkeit und Vielseitigkeit. Sie erfordern dafür aber etwas Übung in der Handhabung und mehr Aufmerksamkeit beim Braten für ungeübte Anwender – insbesondere, wenn sie den Umgang mit beschichteten Pfannen gewohnt sind.
In der Anwendung liegt Edelstahl funktional zwischen Eisen-, Gusseisen-, Teflon- und Emailepfannen.
Das Kochen mit Edelstahl erfordert etwas Übung und Kenntnis über die richtige Handhabung:
1. Aufheizen: Die Pfanne wird zunächst leer auf mittlerer bis mittelhoher Stufe vorgeheizt.
2. Temperatur prüfen: Ein paar Tropfen Wasser in der leeren Pfanne geben Aufschluss über die Einsatzbereitschaft:
  - Verdampfen sie sofort, ist die Pfanne noch zu kalt.
  - Bilden sich runde Tropfen, die über die Oberfläche tanzen („Perleffekt“), ist sie bereit. Dies basiert auf dem Leidenfrost-Effekt.
3. Fettzugabe und Braten: Erst jetzt wird Fett hinzugegeben – vorheriges Erhitzen mit Fett kann zum Verbrennen führen. Nur eine kleine Menge Fett ist notwendig. Die Temperatur kann nun reduziert werden. Ist die Pfanne zu heiß, kann sie kurz von der Herdplatte genommen werden. Der Leidenfrost-Effekt bei Edelstahlpfannen hilft, Anhaften zu vermeiden.
4. Haften des Bratguts: Fleisch sollte trocken getupft sein. Eiweißhaltige Lebensmittel haften anfangs – sie lösen sich von selbst, sobald der Maillard-Effekt einsetzt. Erst dann sollten sie gewendet oder bewegt werden, um ein Zerreißen des Bratguts wegen Anhaftens zu vermeiden.
5. Reinigung: Angebratene Rückstände erschweren zunächst die Reinigung. Nach dem Abkühlen kann die Pfanne eingeweicht werden.
  - Ein Abschrecken mit kaltem Wasser ist effektiv und löst Anhaftungen schnell, gilt es aber zu vermeiden, da dies Verformungen verursachen kann. Wasser in heißem Fett verdampft schlagartig, schleudert Fett heraus und führt zu gefährlichen Verbrühungen (Fett-Wasser-Explosion).
  - Hartnäckige Rückstände lassen sich durch kurzes Aufkochen mit Wasser lösen. Metallische Schwämme oder Werkzeuge sind meist unnötig und hinterlassen Kratzer. Hausmittel wie Natron oder Backpulver helfen bei starken Anhaftungen.
  - Bläuliche Verfärbungen durch hohe Temperaturen lassen sich mit Essig oder Alkohol entfernen. Gegen festsitzende Spuren, bspw. in Kratzern, kann gelegentliches Polieren mit Edelstahlreinigungspaste sinnvoll sein.

Edelstahl hat etwa ein Fünfzehntel der Wärmeleitfähigkeit von Aluminium und Kupfer (je nach Reinheit und Legierung der verglichenen Materialien). Um die Wärmeleitfähigkeit der Pfannenböden zu erhöhen, werden diese aus mehreren Schichten gefertigt. Diese werden auch als Sandwichboden oder Thermoboden bezeichnet. Ein solcher besteht aus einer Schicht Edelstahl, einer – im Verhältnis zum Edelstahl – dickeren Schicht Aluminium oder Kupfer und einer weiteren Schicht Edelstahl. Wird der (an den Seiten offene) Sandwichboden mit weiterem Edelstahl ummantelt, spricht man von einem Kapselboden. Diese Bauweisen verbessern die Hitzeverteilung und reduzieren Hotspots beim Braten im Vergleich zu reinen Edelstahlpfannen mit einfachem Boden.
Kupfer leitet Wärme besser und reagiert schneller auf Temperaturveränderungen. Ein Kupferkern eignet sich besonders für:
- empfindliche Eierspeisen
- das kontrollierte Köcheln von Saucen
- Karamellisieren
- alle Anwendungen, bei denen schnelle Hitzeanpassung gefragt ist.

Edelstahlpfannen müssen nicht eingebrannt werden. Das Einbrennen dient bei Eisen- oder Gusseisenpfannen dazu, Poren im Metall mit einer Patina zu füllen und eine natürliche Antihaftschicht aufzubauen. Edelstahl hat eine glattere, dichte Oberfläche und benötigt diesen Prozess nicht.

### Gusseisen
Gusseiserne Pfannen mit einem plan geschliffenen Unterboden eignen sich für alle Herdarten. Gusseisen hat eine bis zu viermal höhere Wärmeleitfähigkeit als Edelstahl. Mit ihren recht dicken Wänden sind Gusseisenpfannen sehr schwer und brauchen relativ lange, um heiß zu werden. Dann aber halten sie die Hitze gut und eignen sich, auf die richtige Temperatur vorgeheizt, gut zum scharfen Anbraten und zum Schmoren. Am Pfannenboden brennt sich eine Schutzschicht ein. Diese Patina beugt einem Rostansatz bei Nichtbenutzung vor und ist gleichzeitig eine natürliche Antihaftbeschichtung, die das Bratverhalten verbessert. Neben Pfannen aus rohem Gusseisen sind auch emaillierte verbreitet.

### Schmiedeeisen
Bratpfannen professioneller Köche sind häufig aus geschmiedetem Eisen gefertigt. Nachteile gegenüber der beschichteten Alupfanne ist das hohe Gewicht und die mangelnde Korrosionsbeständigkeit. Sie müssen zeitnah nach dem Benutz gereinigt und mit einer kleinen Menge Speiseöl imprägniert werden, Wasser/Feuchtigkeit darf nicht für längere Zeit in der Pfanne verbleiben. Sie sind auch nicht für alle Speisen geeignet, stark saure Speisen (Sauerkraut, Tomaten) können die mit der Zeit aufgebaute Antihaftschicht zerstören. Eisenpfannen sind für alle gängigen Herde geeignet. Der Boden kann sich allerdings bei unsachgemäßem Gebrauch verziehen, beispielsweise wenn die Kochplatte kleiner ist als der Boden der Eisenpfanne. Eisenpfannen eignen sich auch für den Einsatz über offenem Feuer.
Beim Entstehungsprozess kann grundsätzlich zwischen kalt- und warmumgeformten Pfannen unterschieden werden. Die Warmumformung erfolgt oft noch in handwerklicher Tradition in sogenannten Hammerschmieden, aber auch durch industrielles Freiformschmieden. Der Stahl wird im Warmverfahren rotglühend verarbeitet.

#### Herstellung
Während im Altertum noch Eisenpfannen mit dem Hammer getrieben wurden, verwendet man seit dem Beginn der Industrialisierung meist mechanische, elektrische oder überwiegend hydraulische Pressen zur rationellen Herstellung von Pfannenkörpern aus Stahlblech. Dabei wird unter hohem Druck eine ausgestanzte Blechscheibe von einigen Millimetern Stärke in eine Tiefziehform gepresst. Dieser Vorgang heißt in der Fachsprache Tiefziehen. Das Resultat sind Pfannenkörper mit vorzugsweise 1,5 bis 5 mm Wandstärke, je nach Größe der Pfanne. Eine andere traditionelle Methode ist das Metalldrücken, wobei auf einer Drückmaschine eine rotierende Scheibe über eine Negativform gedrückt wird. Vom Gesenkschmieden spricht man bei Warmverformung des glühenden Halbzeugs. Diese Pfannen genießen heute den besten Ruf. Am bekanntesten dürfte die Lyoneser Form sein. Sie zeichnet sich durch die leicht bauchigen Seitenwände zum einfacheren Wenden des Bratguts aus. In Frankreich wird diese Pfannenform teilweise noch mit den alten Maschinen hergestellt.

### Kupfer
Kupfer hat eine Wärmeleitfähigkeit, die unter den Metallen nur von Silber übertroffen wird. Dadurch verteilt sich die vom Herd eingebrachte Wärme im Pfannenboden schnell und es stellt sich eine besonders gleichmäßige Temperatur ein. Es ist häufig in französischen Küchen zu finden. Pfannen aus Kupfer werden in der Regel auf Gasherden verwendet, um die guten Wärmeleiteigenschaften zu nutzen. Seit einigen Jahren gibt es auch Kupferpfannen, die für Induktionsherde geeignet sind. Da Kupfer mit bestimmten Speisen reagieren kann, sind Kupferpfannen in der Regel innen entweder verzinnt, mit Edelstahl verkleidet oder beispielsweise mit einer Keramikversiegelung antihaftbeschichtet.

### Granit
In jüngerer Vergangenheit wurden Pfannen mit einer Bratoberfläche aus Granit entwickelt. Dafür wird die Pfannenform aus Metall mit einer Beschichtung aus Granit ausgekleidet. Auf die Oberfläche wird eine Antihaftbeschichtung aufgebracht.

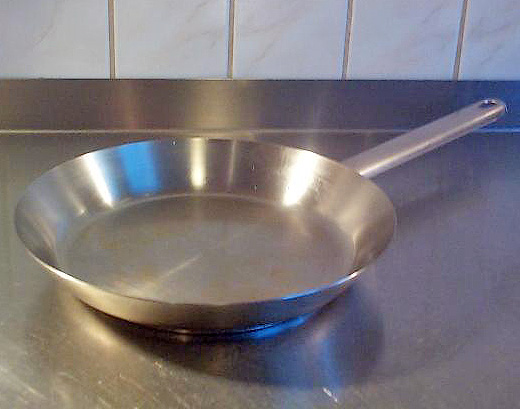
Edelstahlpfanne
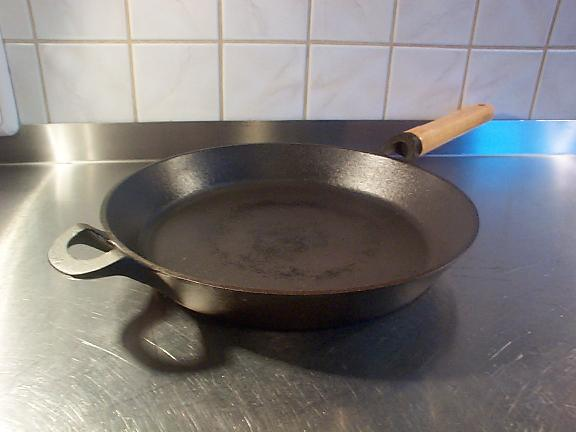
Pfanne aus Gusseisen
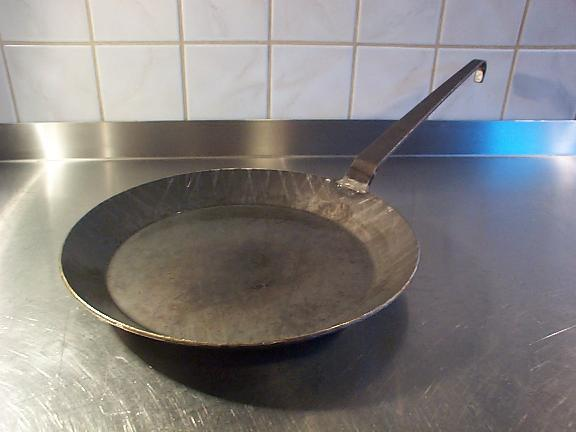
Eisenpfanne (geschmiedet)
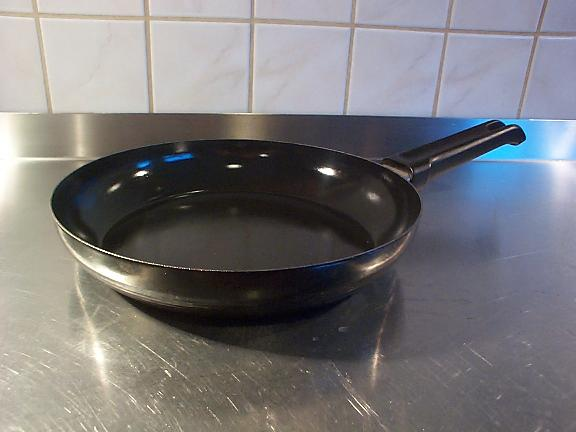
Emaillierte Pfanne
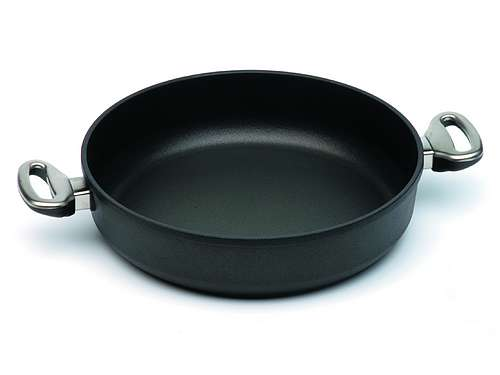
Pfanne aus Aluminium-Guss
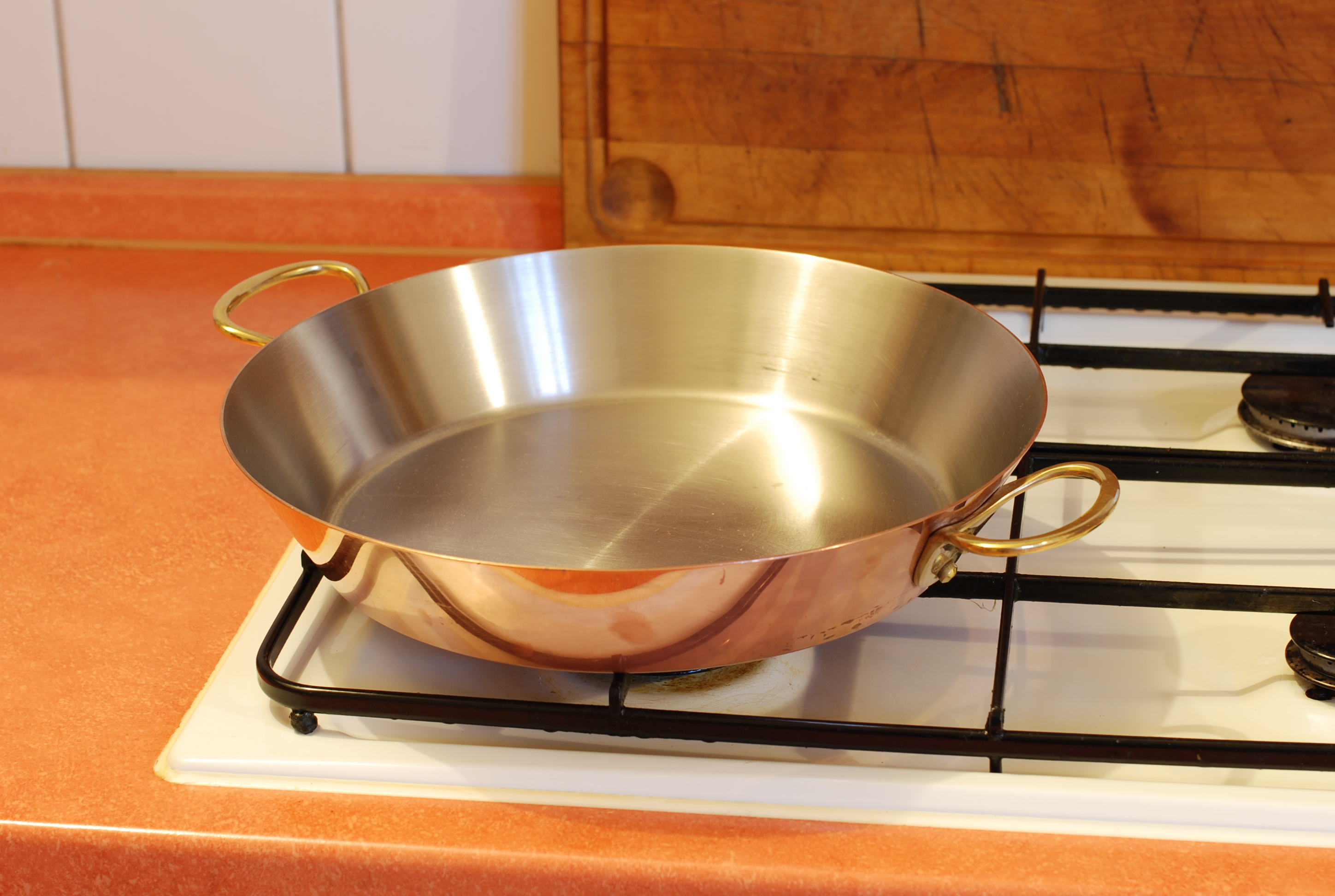
Pfanne aus Kupfer, innen mit rostfreiem Stahl ausgekleidet

## Formen

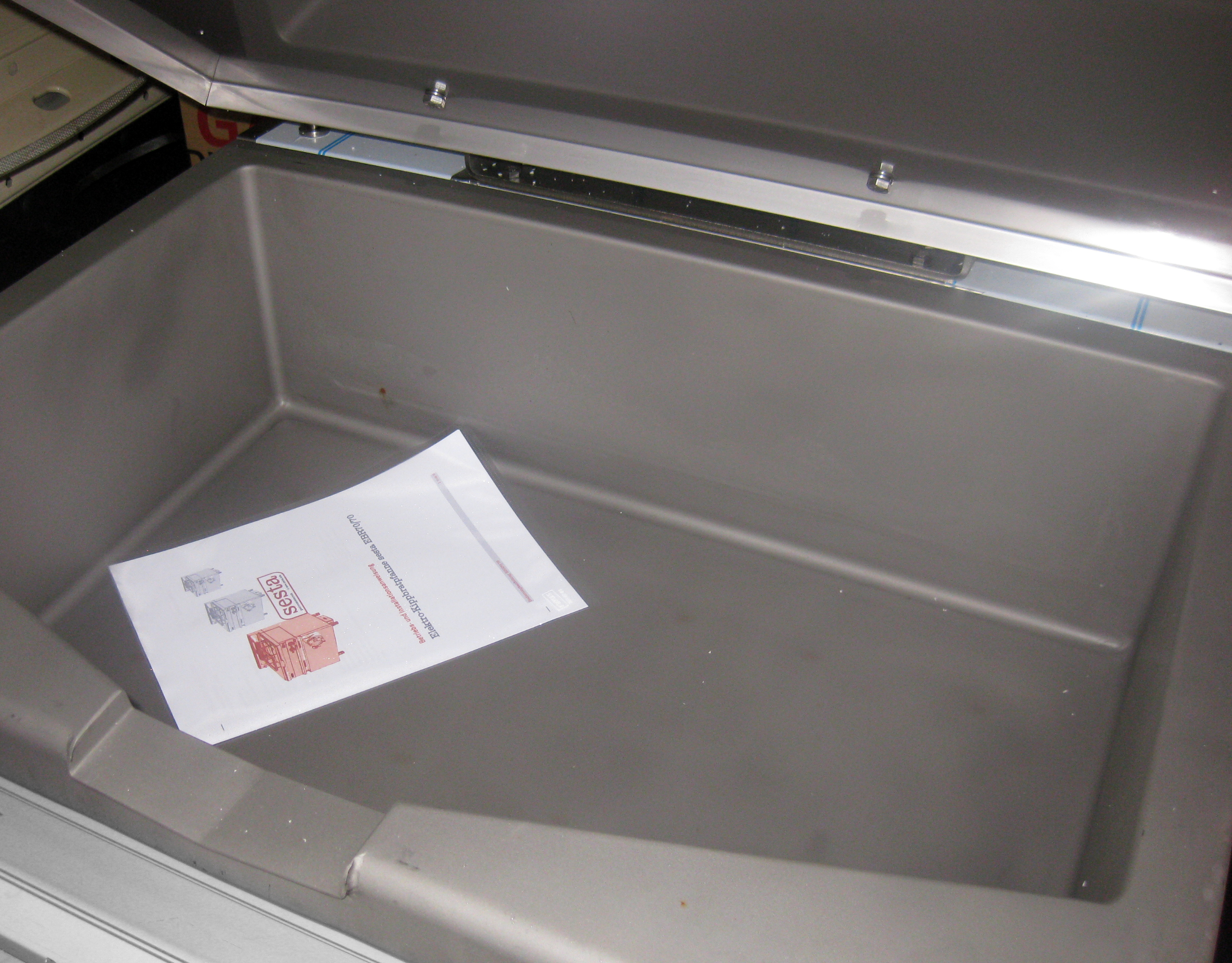
Edelstahltiegel einer Kippbratpfanne

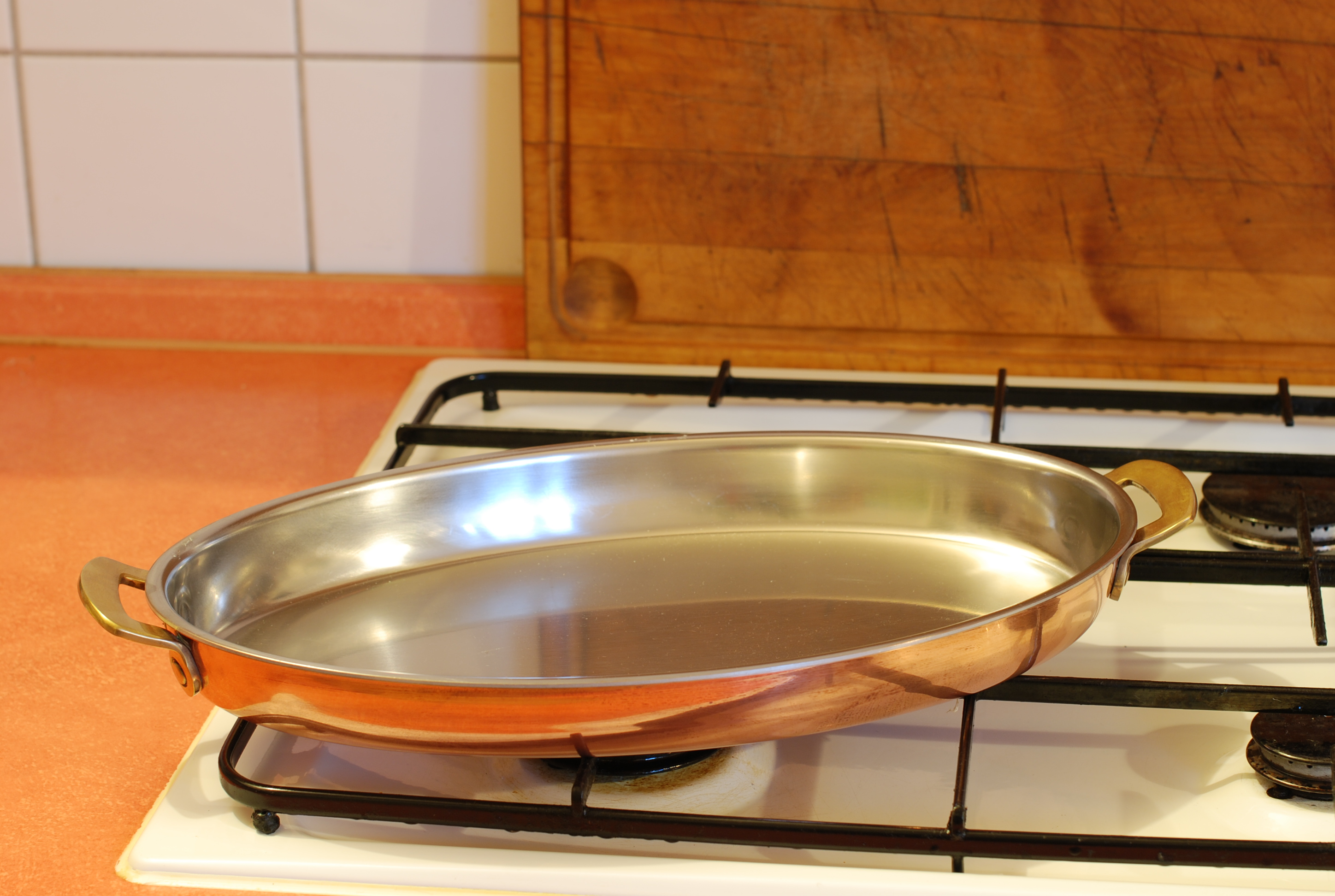
Kupferverkleidete Fischpfanne, mehrschichtig, innen Edelstahl

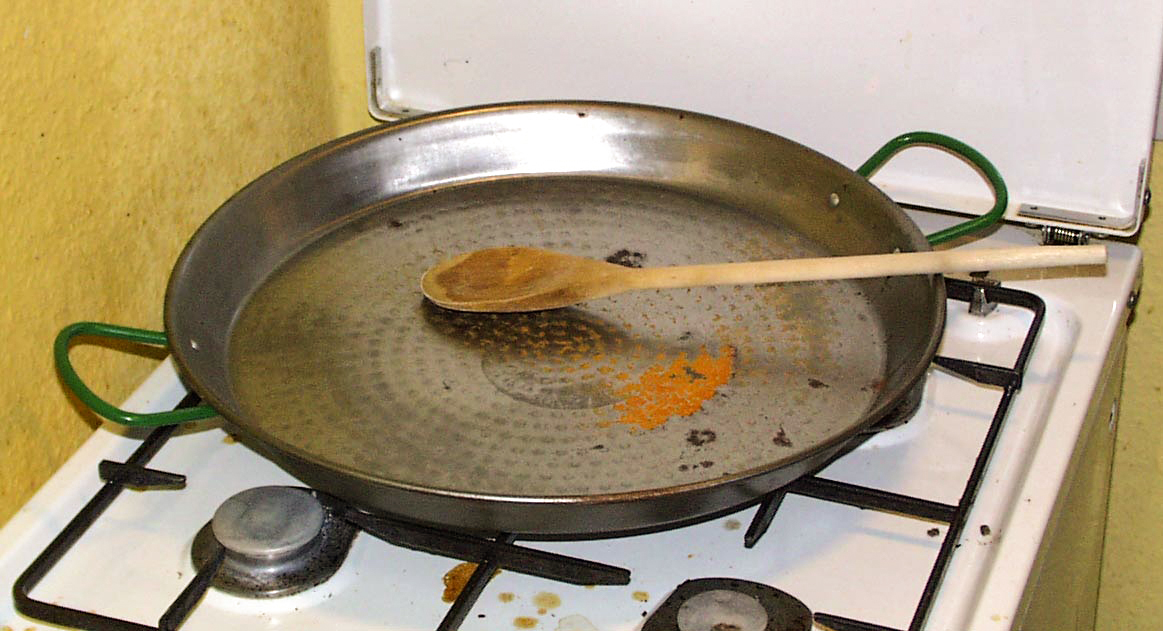
Paella-Pfanne, Kohlenstoffstahl

Viele Formen haben spezielle Namen:
Lyonnaiser FormGerundeter Übergang zwischen Boden und Rand.
FischpfanneIst oval, um der Form eines ganzen Fisches entgegenzukommen.
Crêpes-PfanneHat einen sehr flachen Rand und eignet sich daher besonders für Crêpes und Eierkuchen.
Eier-PfanneIst eine runde oder eckige Pfanne mit mehreren kreisförmigen Vertiefungen für jeweils ein Ei. Diese Pfanne wurde bereits im Mittelalter verwendet, um Eier in Schmalz zu backen. Sie kann auch zum Backen spezieller Gebäcke verwendet werden, z. B. für Dalken.
Bliný-PfännchenIst den Eier-Pfannen sehr ähnlich, hat jedoch nur einen Durchmesser von ungefähr 12 cm.
Maronen- oder Kastanienpfanneist eine normal geformte Pfanne, die am Boden aber gelocht ist. Es gibt weitere Formen, die als Korb ausgeführt sind.
Paella-PfanneDie so genannte Paellera für die Paella ist häufig sehr groß und hat zwei gegenüberliegende Griffe aus Metall. Sie wird üblicherweise auf offenem Feuer benutzt.
Schnecken-PfanneIst eine runde Pfanne mit mehreren kugeligen Vertiefungen. Häufig besteht sie aus keramischem Material, weil vorwiegend zur Benutzung im Backofen gedacht. Bestehen diese Pfannen aus Aluguss oder Gusseisen, werden sie meist auf dem Herd für Teigbälle wie Pförtchen, Krapfen oder Ochsenaugen verwendet.
Poffertjes-PfanneFür flache, kleine Teigfladen mit ca. 5 cm Durchmesser. Wird häufig über ein Luftpolster ohne direkten Kontakt mit der Herdplatte erhitzt.
Steak-PfanneAuch Grillpfanne genannt, hat einen gerippten Innenboden, mit dem sich schnell und ansprechend das Aussehen des auf einem Rost gegrillten Bratgutes erzielen lässt. Sie erlaubt, sowohl Stellen starker Bräunung zu erzeugen als auch die Innentemperatur des Bratgutes nicht zu stark zu erhöhen und damit den Flüssigkeitsverlust relativ gering zu halten.
Bräter-PfanneSowohl rund als auch rechteckig mit zwei Griffen. Für Herd und Backofen geeignet.
WokAsiatische hohe, durchgehend gewölbte Pfanne. Dadurch konzentriert sich die Hitze in der Mitte. Typisch ist die Zubereitung bei sehr starker Energiezufuhr, wobei das Bratgut immer wieder, aber jeweils nur kurz ins Zentrum gelangt. Die Garzeiten sind auch insgesamt kurz. Die klassische Kugelform ist aber nur für offenes Feuer, respektive spezielle Wokbrenner (möglichst > 5 kW), geeignet. Für übliche Küchenherde ist die Herdauflagefläche abgeflacht. Bei Gusseisen- und Alugusswoks ist eine gewölbte Innenform möglich. Andere Materialien haben innen einen flachen Boden und einen steileren Rand, wodurch die Funktion des Woks eingeschränkt ist.
KippbratpfanneDie Kippbratpfanne, auch Kipper genannt, ist in Großküchen zu finden. Sie ist mit dem Heizgerät verbunden und lässt sich von Hand oder elektrisch kippen, so dass der Inhalt der Pfanne nach vorne rutscht. Sie ist mit einem Auslass zum punktgenauen Ausgießen versehen; dieser ermöglicht auch problemlos das komplette Entleeren der Pfanne. Kippbratpfannen werden vor allem zur Zubereitung von Großbratenstücken, Kurzbratgerichten und Fleischsoßengerichten genutzt und sind in Größen bis über 100 Liter erhältlich. Der Energieverbrauch von Kippbratpfannen ist höher als der von grundsätzlich geschlossenen Kochgeräten wie Kombidämpfern.
MakiyakinabeJapanische rechteckige oder quadratische Omelett-Pfanne.
ServierpfannenIn der Regel mit zwei kompakten Griffen. Zum Servieren und Schmoren, in der Regel backofentauglich; manchmal nur aus dünnwandigem Material.

## Pfannengröße
Die Pfannengröße bei Bratpfannen wird üblicherweise anhand des oberen Innendurchmessers angegeben. Dabei wird der Durchmesser am oberen Rand der Pfanne zwischen zwei gegenüberliegenden Innenkanten gemessen. Die Angabe erfolgt in der Regel in Zentimetern (cm).
Typische Bratpfannengrößen im Handel reichen von 20 bis etwa 32 cm. Gängige Abstufungen sind:
20 cm: Kleine Bratpfanne, vorwiegend für Single-Portionen, Eiergerichte oder Pfannkuchen geeignet.
24–26 cm: Mittlere Bratpfanne, Standardgröße für Haushalte mit zwei bis drei Personen.
28 cm: Große Standardpfanne, beliebt in Familien oder bei der Zubereitung größerer Portionen.
32 cm und größer: Extra große Pfannen, ideal für umfangreiche Gerichte oder besondere Zubereitungen, wie etwa Paella.
Durch diese weitgehend genormten Größen ist es einfacher, passende Deckel sowie Zubehör zu erwerben oder Ersatzteile zu beschaffen.

## Pfanne in der Musik
Gewöhnliche Metallpfannen können als Perkussions- oder Geräuschinstrument eingesetzt werden. In der Musik der Roma auf dem Balkan pflegen Frauen einen von der Blasmusik der Männer abgegrenzten traditionellen Gesangsstil, der ohne Melodieinstrumente auskommt. Als rhythmische Begleitung dient entweder eine Rahmentrommel (daf) oder eine Kupferpfanne (tepsia). Beim Tepsijanje genannten Gesangsstil drehen die Frauen eine hochkant gestellte Pfanne auf einem runden Tisch (sofra) im Kreis, sodass ein andauerndes Geräusch entsteht.